# 佩雷梅斯洛維奇
50°25′46″N 24°1′34″E / 50.42944°N 24.02611°E
佩雷梅斯洛維奇（烏克蘭語：Перемисловичі）是烏克蘭西部的村莊，隸屬利維夫州的舍普季茨基區。該村面積1.27平方公里，海拔高度224米，2001年人口534，人口密度每平方公里421.14人。